# Mort de Michael Jackson
La mort de Michael Jackson est survenue le 25 juin 2009 dans son manoir de Holmby Hills à Los Angeles, en Californie (États-Unis), à la suite d’un arrêt cardiaque ayant pour cause une intoxication aiguë au propofol. Son médecin personnel, Conrad Murray, a pratiqué sur lui une réanimation cardiopulmonaire (RCP) sur son lit, en vain. Après un appel au 911 à 12h20, Michael Jackson est pris en charge par des ambulanciers dans sa demeure, et déclaré mort un peu plus tard au Ronald Reagan UCLA Medical Center.
Le 28 août 2009, le médecin légiste du comté de Los Angeles qualifie la mort de Michael Jackson d'homicide. L'autopsie du chanteur révèle qu'il a reçu un anesthésique, le propofol, en même temps que plusieurs anxiolytiques benzodiazépines,,. Jackson souffrait en effet de stress, d'insomnie et de fatigue, liés aux préparatifs d'une série de cinquante concerts intitulée This Is It qu'il avait l’intention d’entreprendre à l’O2 Arena de Londres en Angleterre du 13 juillet 2009 au 6 mars 2010.
Les officiels responsables du maintien de l’ordre enquêtent sur le médecin personnel de Michael Jackson. Le 8 février 2010, Conrad Murray plaide non coupable aux charges d’homicide involontaire, et est libéré après avoir déposé une caution de 75 000 $USD. En novembre 2011, il est condamné à quatre ans d'emprisonnement pour homicide involontaire. Il est libéré en octobre 2013, en raison de la surpopulation carcérale.
La mort de Michael Jackson déclenche de grandes manifestations populaires de chagrin à travers le monde, générant un accroissement sans précédent du trafic Internet, et une augmentation drastique des ventes de ses anciens albums, de même que ceux des Jackson 5. Son service funéraire public se tenu le 7 juillet 2009 au Staples Center de Los Angeles, où il avait répété pour ses concerts de Londres jusqu'à la veille de son décès. Ses funérailles sont diffusées en mondovision, attirant une audience globale pouvant se chiffrer jusqu’à un milliard de personnes. Au mois de mars 2010, Sony Music Entertainment signe un contrat de 250 millions de dollars américains avec les gérants de la succession de l'artiste afin de conserver les droits de distribution sur ses albums jusqu’en 2017, et de lancer sept albums posthumes. Sa mort se classe en seconde position après celle de John Lennon dans la liste des cent moments les plus choquants de la musique établie par la chaîne VH1.

## Circonstances
Le mercredi 24 juin 2009, le chanteur Michael Jackson arrive à la salle du Staples Center de Los Angeles autour de 18 h 30, pour une répétition en vue des spectacles de This Is It qu'il va donner à Londres et débutant en juillet. Le chanteur se plaint de symptômes de laryngite et ne commence pas à répéter avant 21 h 00. « Il avait l’air bien et avait une bonne énergie », déclare un témoin. Il répète les chansons Thriller et Earth Song – celle-ci étant la dernière chanson qu'il ait interprétée lors de cette répétition qui se termine après minuit et ainsi, la toute dernière chanson qu'il ait interprétée sur scène.
Le matin suivant, l'artiste ne sort pas de sa chambre. Selon l’avocat de Conrad Murray, le médecin personnel de Jackson, Murray entre dans la chambre et trouve Jackson au lit, ne respirant plus. Le pouls de Jackson est faible mais perceptible, et son corps est encore chaud. Murray essaie de réanimer Jackson pendant 5 à 10 minutes. Il déclare qu’il n’y a pas de téléphone dans la chambre et qu’il n'a pu utiliser son téléphone portable pour composer le 911 parce qu’il ne connaissait pas l’adresse exacte du manoir. Murray spécifie qu’il a également téléphoné à la sécurité, mais qu’il n’a reçu aucune réponse. Il finit par courir à l’étage, appelle à l’aide, et ordonne qu'on fasse venir quelqu'un de la sécurité dans la chambre. Il déclare que seulement 30 minutes se sont écoulées avant que la sécurité n'appelle la plateforme des secours du 911.

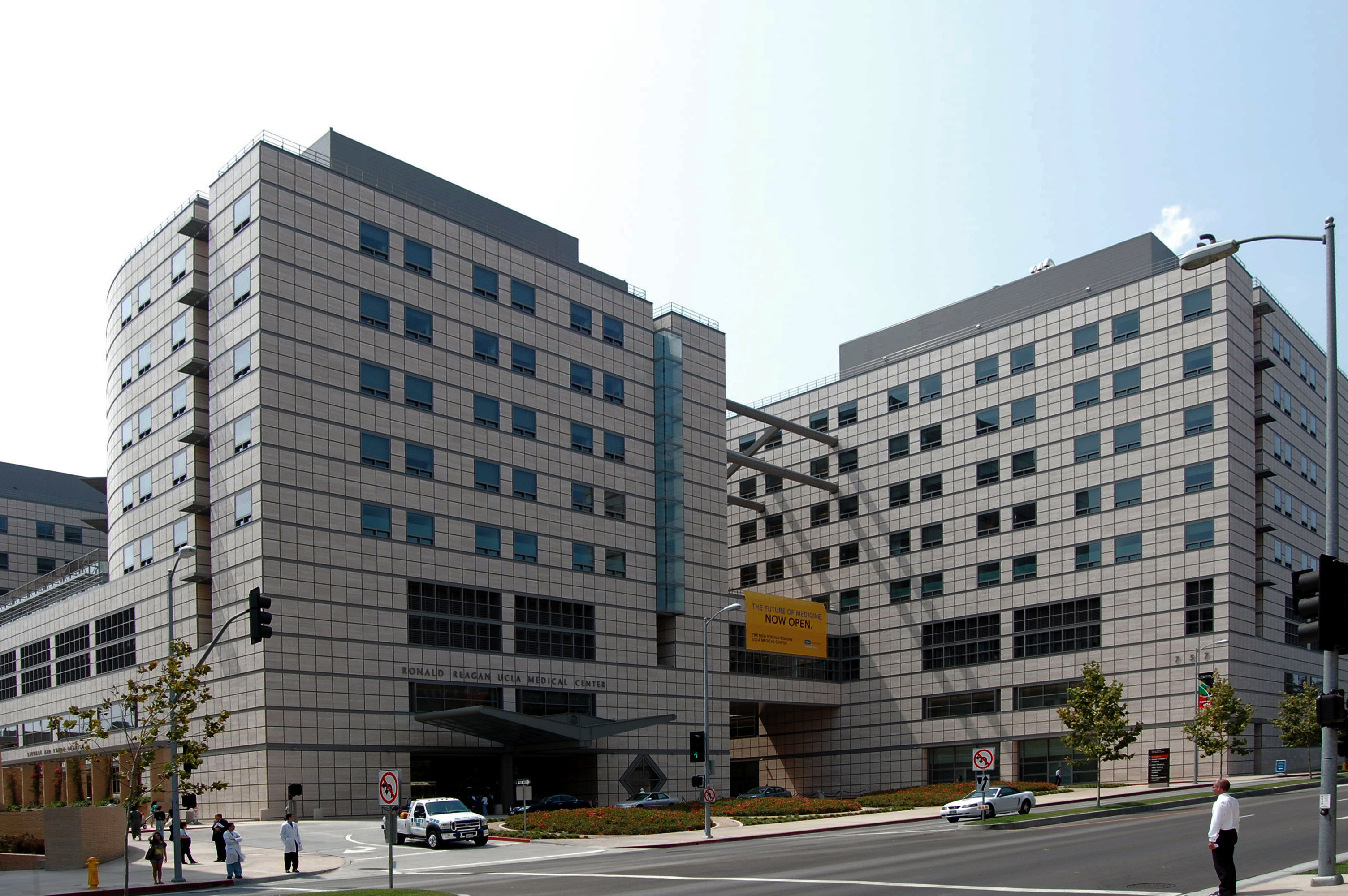
Arrivée du corps de Michael Jackson au Ronald Reagan UCLA Medical Center à 13h14, heure locale.

Le médecin aurait administré une technique de réanimation (RCP) non standard, en la pratiquant sur un lit, plutôt que sur une surface dure telle un plancher,. L’avocat du médecin indique que Murray a placé une main sous la poitrine de Jackson et utilisé l’autre main pour la compression thoracique, alors que la procédure standard est d’utiliser les deux mains pour la compression,. Un porte-parole du Los Angeles Fire Department (LAFD) dit que l’appel au secours est passé à 12 h 21 heure du Pacifique (19 h 21, temps universel coordonné). Les auxiliaires médicaux se rendent au manoir de Jackson à 12 h 26 et remarquent qu’il ne respire pas,.
Les auxiliaires médicaux réalisent la RCP sur place pendant 42 minutes. L’avocat de Murray déclare que Jackson a un pouls encore perceptible au moment où il est transporté hors du manoir et placé dans l’ambulance. Un agent du LAFD donne cependant une version différente, déclarant que les auxiliaires ont trouvé Jackson en « arrêt cardiaque complet », et qu’ils n'ont observé aucun changement dans sa condition lors du trajet vers l’hôpital. Le LAFD transporte Jackson au Ronald Reagan UCLA Medical Center et l’ambulance arrive à l’hôpital à 13h14. Une équipe de personnel médical essaie de réanimer Jackson durant plus d’une heure mais sa manœuvre reste sans succès et Michael Jackson est officiellement déclaré mort à 14h26, heure locale,,.

## Enquête

### Autopsies

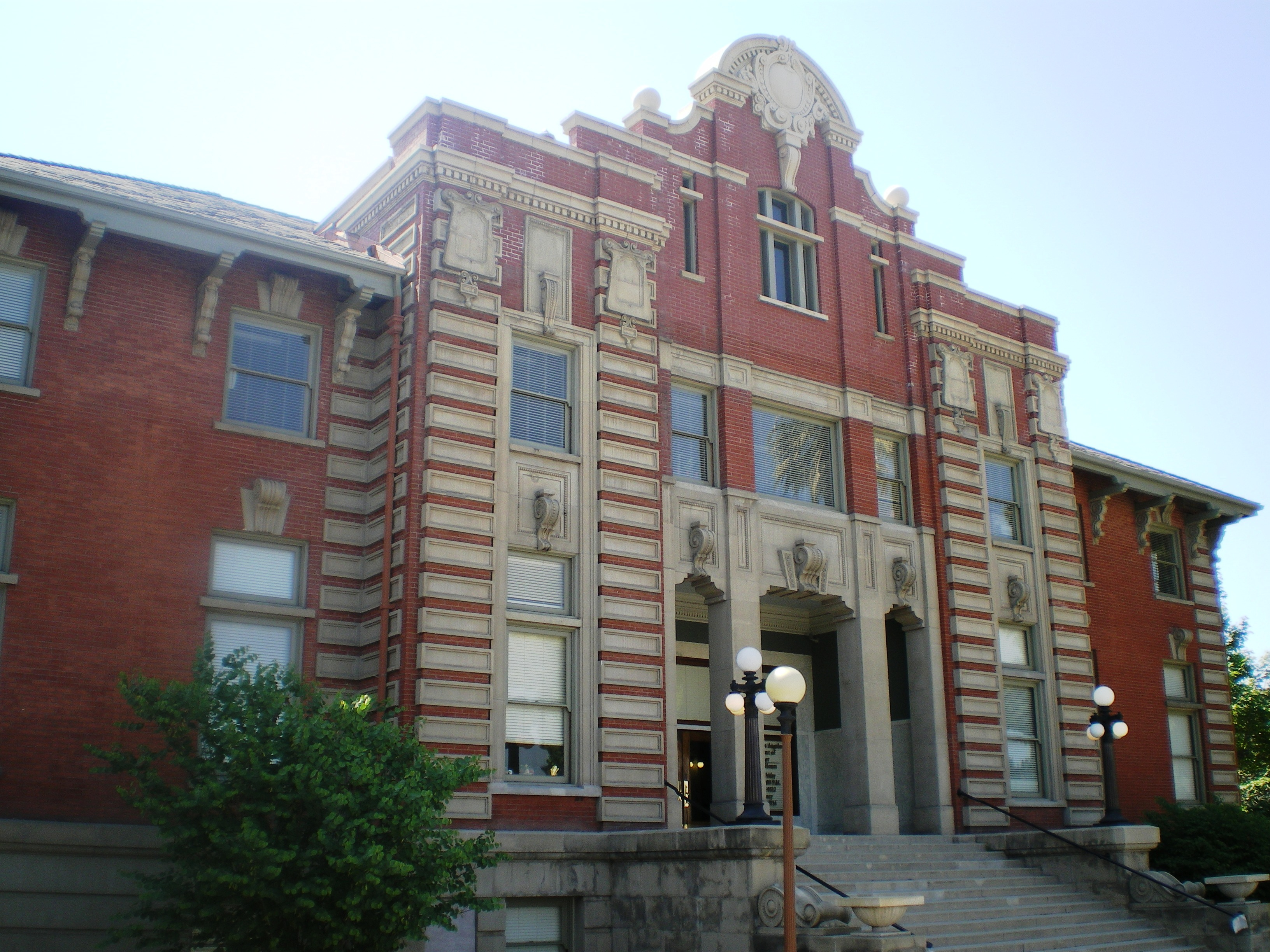
Le bâtiment de coroner du comté de Los Angeles.

Le corps de Michael Jackson est transporté par hélicoptère au bureau du coroner de Los Angeles à Lincoln Heights où, le lendemain 26 juin, une autopsie de trois heures est réalisée, pour le compte du coroner du comté de Los Angeles, par l’examinateur médical en chef, Lakshmanan Sathyavagiswaran.
La famille Jackson organise une seconde autopsie. Le 28 août, le coroner du comté de Los Angeles annonce officiellement que le décès de Michael Jackson est reclassé en homicide. Il déclare que Michael Jackson est mort d’une combinaison de médicaments, les principaux étant l’anesthésique propofol et l’anxiolytique lorazepam. D'autres médicaments sont trouvés en quantités moins importantes dans son corps : midazolam, diazépam, lidocaïne et éphédrine. Le coroner garde confidentiel le rapport de toxicologie complet, comme demandé par la police et le procureur de district. La chaîne BBC rapporte le 1er octobre que le rapport d’autopsie affirme que Jackson était « en assez bonne santé » pour son âge (cf. infra : section 4 Santé),,.
Cependant, en décembre 2020, The Daily Mirror révèle les détails restés cachés de l'autopsie : Jackson était d'une grande maigreur, il ne pesait que 55 kg, son corps était couvert de marques d'injections, son crâne chauve. « Il avait la peau et les os, ses cheveux étaient tombés et il ne mangeait que des pilules quand il est mort », témoigne un proche de l'artiste.

### Police
Bien qu’ils n’aient pas immédiatement annoncé qu’ils suspectaient un crime, dès le lendemain de la mort de Jackson, les policiers du Los Angeles Police Department (LAPD) commencent à enquêter sur ce cas à très forte visibilité médiatique. Le 28 août, le LAPD annonce que le dossier pourrait être référé à des procureurs susceptibles d'engager des poursuites criminelles. Le fait que le LAPD ne sécurise pas la demeure de Jackson, et en accorde l'accès à la famille Jackson, avant d'y retourner pour enlever certaines pièces à conviction, soulève des inquiétudes de la part de plusieurs observateurs concernant la possible violation de la « chain of custody » (traçabilité des preuves, documentation chronologique relatant précisément l'acquisition de chaque preuve et sa consignation),. La police assure que le protocole a été respecté. Le 1er juillet, la Drug Enforcement Administration (DEA) se joint au LAPD pour mener l’enquête. Ayant l’autorité légale d’enquêter sur des questions normalement protégées par le secret médical, la DEA est habilitée à suivre l’ensemble complet de ce qui semble être une chaîne complexe de médicaments sur ordonnance fournie à Jackson, potentiellement assimilables à des drogues. Le procureur général de Californie, Jerry Brown, annonce que son bureau vient en aide au LAPD et à la DEA dans la création d’une base de données à l’échelle de l’État de tous les médecins et prescriptions établies.
Le LAPD cite des archives médicales de médecins qui ont traité Jackson. Le 9 juillet, William J. Bratton, le chef de police de Los Angeles, indique que des enquêteurs mettent l’accent sur une possibilité d’homicide ou de surdose accidentelle, mais qu'il faut attendre l'obtention des rapports toxicologiques complets du coroner. Le journal The Los Angeles Times cite une source de haut rang dans l'administration des forces de l’ordre ayant déclaré que les autorités n’allaient peut-être pas engager de poursuites, même si le coroner déclare le cas comme étant un homicide, en raison de l’abus de drogues très bien documenté de Jackson, qui rendrait toute procédure difficile. Néanmoins, la source aurait ajouté que les procureurs ne s’étaient pas entendus concernant d'éventuels chefs d'inculpation plus sérieux « pouvant aller jusqu’à l’homicide involontaire » s’il était déterminé que le décès de Jackson avait effectivement été causé par le propofol.

### Allégations d’usage de drogue
Le site Web de TMZ, qui a annoncé la nouvelle de la mort de Michael Jackson, révèle que le chanteur aurait utilisé bon nombre d’alias, afin de se procurer plus discrètement ses drogues sur ordonnance, notamment « Omar Arnold » et « Jack London », ainsi que les noms d’un de ses gardes du corps et d’un employé de bureau. Selon ces allégations, un médecin appelait la pharmacie pour dire que Jackson venait chercher la péthidine, et la pharmacie remplissait la prescription en laissant vide la case du nom du patient. Il est dit que Jackson utilisait le propofol, ainsi que de l’alprazolam (un anxiolytique) et de la sertraline (un antidépresseur). D’autres drogues citées dans ce rapport incluent l’oméprazole, l’hydrocodone, la paroxétine, le carisoprodol et l’hydromorphone. Après sa mort, la police trouve plusieurs médicaments à l’intérieur de sa demeure, dont du propofol. Certains de ces médicaments portent des étiquettes faites aux noms des pseudonymes de Jackson, alors que d’autres n’ont pas d’étiquette du tout,. Un document de la police datant de 2004, réalisé dans le cadre de l'affaire « People vs. Jackson » relative à des accusations d’abus sexuels sur mineurs, alléguait que l'artiste prenait jusqu’à 40 pilules d’alprazolam par nuit.
Deepak Chopra, un interniste, endocrinologue et conférencier sur le thème des interactions pensée-corps (mind-body intervention), qui était un ami de Jackson pendant 20 ans, exprime ses inquiétudes dans la mesure où, bien que le chanteur eût vraisemblablement accès à un large éventail de substances médicamenteuses, il apparaît que Jackson n’a pas reçu de naloxone, un composé utilisé pour neutraliser les effets d’une surdose d'opiacés. Chopra critique également ce qu’il percevait comme une attitude « pousse-au-crime » de certains médecins d’Hollywood : « Ce culte des médecins encourageant l’utilisation de stupéfiants, entretenant des relations d'interdépendance avec des célébrités toxicomanes, doit être arrêté. Espérons que le décès inutile de Michael constitue un appel à agir. » (« This cult of drug-pushing doctors, with their co-dependent relationships with addicted celebrities, must be stopped. Let’s hope that Michael’s unnecessary death is the call for action »).
Eugene Aksenoff, médecin installé à Tokyo, qui avait traité Michael Jackson ou ses enfants en quelques occasions, exprime ses inquiétudes à propos de l’utilisation de drogues variées par Jackson et de son vif intérêt pour celles-ci. Aksenoff déclare au journal The Japan Times que le chanteur lui a demandé des stimulants afin d’être en mesure d'assurer ses prestations scéniques exigeantes, et qu'il a refusé de lui en prescrire. Il se souvient que l'artiste souffrait de fatigue chronique, de fièvre, d'insomnie et d’autres symptômes, et prenait déjà un nombre élevé de médicaments. Il soupçonnait qu’un des facteurs majeurs causant ces symptômes était l’utilisation de stéroïdes ou d’autres produits médicamenteux visant à blanchir la peau. People magazine rapporte qu'au début de l’année 2007, la famille Jackson a essayé d'arranger une intervention pour lui faire entamer une cure de désintoxication, alors que Michael Jackson vivait à Las Vegas dans le Nevada ; une information plus tard confirmée par sa sœur, Janet. Janet Jackson et quelques-uns de ses frères se seraient déplacés jusqu’à sa demeure, mais auraient été évincés par les agents de sécurité qui avaient reçu l’ordre de ne pas les laisser rentrer. Selon d'autres rumeurs, il aurait refusé des appels de sa mère. Une source de la chaîne CNN déclare : « Si vous essayiez de traiter avec lui [pour le raisonner], il vous ignorait. Vous n’entendiez plus parler de lui pour longtemps. » (« If you tried to deal with him, he would shut you out. You just wouldn’t hear from him for long periods. ») La famille publie alors un communiqué démentant ces rumeurs, mais Janet Jackson ne fait pas partie des signataires.

#### Propofol

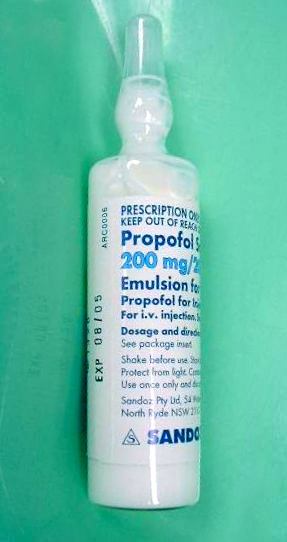
Un flacon de Propofol.

De toutes les substances retrouvées dans la demeure de Michael Jackson, celle qui inquiète le plus les enquêteurs est le propofol (Diprivan), un puissant anesthésique administré par intraveineuse dans les hôpitaux pour provoquer l’anesthésie générale en préparation à une opération. Surnommé « le lait de l’amnésie » en raison de son apparence laiteuse opaque, ce médicament est considéré comme la cause principale de l’arrêt cardiaque ; malgré sa dangerosité, ce produit serait de plus en plus utilisé sans besoin réel, sous prescription pour anxiolytique et dans d’autres indications non corroborées médicalement (« off-label use »). Plusieurs flacons de propofol – certaines pleines, d’autres vides – sont retrouvées dans la demeure de Jackson.
Le 30 juin 2009, Cherilyn Lee, une infirmière qui a travaillé en tant que diététicienne pour Jackson, déclare qu'en mai de la même année, il a demandé qu'elle lui administrât du propofol pour l’aider à dormir, mais qu’elle a refusé. Il lui aurait dit qu’on lui avait déjà administré cette drogue pour traiter une insomnie persistante, et qu’un médecin lui avait assuré que c’était sans danger. Lee dit avoir reçu le 21 juin un appel téléphonique d’une assistante de Jackson, lui disant que le chanteur était malade, alors qu’elle ne travaillait plus pour lui. Elle rapporte avoir entendu Jackson se plaindre qu’un côté de son corps était chaud, et que l’autre côté était froid, à la suite de quoi, elle a recommandé à l’assistante de faire hospitaliser Jackson.
Le dermatologue Arnold Klein déclare à CNN que Jackson avait un anesthésiste avec lui pour lui administrer du propofol afin de l’aider à dormir lorsqu’il était en tournée en Allemagne. D'après le reportage de CNN, l’anesthésiste l’endormait la nuit et le « faisait revenir » le matin durant sa tournée mondiale History de 1996 à 1997.
Le 24 août, un affidavit de mandat de perquisition délivré par un enquêteur de Los Angeles est rendu public. Le document indique que les autorités considèrent l'éventualité de poursuites pour homicide. D’après l’affidavit, Jackson « était très familier avec le ‘Propofol’ et y faisait référence comme étant son ‘lait’. » (« (Jackson) was very familiar with "propofol" and referred to it as his ‘milk’. »)

### Professionnels médicaux
Selon le journal Los Angeles Times, la Drug Enforcement Administration se focalise sur au moins cinq médecins ayant prescrit des médicaments à Jackson, pour essayer de déterminer s’ils ont eu une relation « face à face » avec lui, et s’ils ont établi les diagnostics légalement requis. Fox News Channel publie une liste de neuf médecins faisant l'objet d'une enquête. Selon le journal britannique Sunday Times, la police veut questionner 30 médecins, infirmières et pharmaciens, dont Arnold Klein. Klein déclare avoir donné occasionnellement de la péthidine à Jackson dans un but sédatif, mais ne lui avoir rien administré de plus fort, et avoir remis ses documents à l’enquêteur médical.

### Médecin personnel
Le cardiologue Conrad Murray rejoint Michael Jackson à temps complet à partir de mai 2009, dans le cadre d’un contrat avec AEG Live, le promoteur de sa série de concerts à Londres. Murray a rencontré Jackson pour la première fois quelques années auparavant, à Las Vegas, afin de soigner un des enfants du chanteur. AEG Live déclare que l'artiste pop avait insisté pour que la compagnie engage Murray, souhaitant qu'il l’accompagne en Angleterre. Murray fait savoir, par l'entremise de son avocat, qu’il n’a ni prescrit ni administré de péthidine ou d’oxycodone à Jackson, sans toutefois mentionner ce qu’il lui a prescrit ou administré. La police de Los Angeles indique que le médecin a parlé aux officiers de police immédiatement après la mort de Jackson, ainsi que durant une entrevue prolongée deux jours plus tard. La police précise ne pas avoir suspecté le médecin de crime de prime abord. Le 26 juin, elle remorque un véhicule utilisé par Murray, arguant que celui-ci pouvait contenir des produits liés à l'enquête ou d’autres pièces à conviction, et le remet à son propriétaire cinq jours plus tard.
Le politicien et ministre Jesse Jackson, un ami de la famille Jackson (sans lien de parenté), déclare que la famille est inquiète à propos du rôle de Murray. « Ils ont de bonne raisons de l’être [...] il a quitté les lieux. » (« They have good reason to be [...] he left the scene. ») Durant les semaines qui suivent, les doutes de la police sur le médecin s'accentuent, et le 22 juillet, des enquêteurs fouillent le bureau médical de Murray et son espace de rangement à Houston au Texas, saisissant des objets comme un ordinateur, deux disques durs, une liste de contacts et un avis de suspension de l’hôpital. Le 27, une source anonyme rapporte que Murray a administré du propofol à Michael Jackson dans les 24 heures précédant son décès. Les avocats de Murray refusent de commenter ce qui n'est selon eux que des « rumeurs, sous-entendus ou sources anonymes » (« rumors, innuendo or unnamed sources »). Le jour suivant, l’émission Nightline diffusée sur la chaîne télévisée ABC News rapporte que des enquêteurs ont fouillé le domicile et le bureau de Murray à Las Vegas, et que Murray est devenu le point central de l’enquête. Le 11 août, une pharmacie de Las Vegas est fouillée par des enquêteurs, cherchant des preuves en relation avec Murray, selon une source policière anonyme citée par le journal The New York Times. L’avocat de Murray invite à la patience jusqu'à ce que les résultats d'analyses toxicologiques arrivent, notant que « les choses ont tendance à bouger lorsque tous les faits sont révélés » (« things tend to shake out when all the facts are made known »,.) Le 8 février 2010, Murray est inculpé pour homicide involontaire par les procureurs de Los Angeles. Il plaide non coupable et est libéré après avoir payé la caution de 75 000 $ USD. Peu de temps après, le conseil médical de Los Angeles émet un arrêté empêchant Murray d’administrer des sédatifs puissants.
Le 11 janvier 2011, le juge chargé de l’audition préliminaire de Murray statue que ce dernier devrait comparaître devant le tribunal pour répondre de l'accusation d'homicide involontaire dans le cas Jackson. Le juge suspend également son habilitation à exercer la médecine en Californie. Le procès devait débuter le 24 mars 2011 mais un délai d’ouverture le reporte au 9 mai 2011, puis à nouveau au 8 septembre, à la demande des avocats de la défense, tel que rapporté par la chaîne CNN.

## Procès de Conrad Murray
La sélection du jury pour le procès de Conrad Murray débute le 8 septembre 2011, à Los Angeles.
Le procès débute le 27 septembre 2011 ; on estime alors qu’il durerait de quatre à six semaines. Le procès est diffusé en direct sur les chaînes de télévision, comme c'est fréquent aux États-Unis.
Le 7 novembre 2011, au terme de 24 jours de procès, le docteur Conrad Murray est reconnu coupable d'homicide involontaire. Les preuves sont accablantes et les témoignages à charge nombreux. Les jurés – sept hommes et cinq femmes – délibèrent durant neuf heures avant de rendre leur décision unanime. La thèse du suicide, alléguée par la défense, est vite disqualifiée, et est reprochée au médecin par le juge, Michael Pastor, à la lecture du verdict.
Sur ordre du juge Pastor, Conrad Murray est incarcéré au sortir de la salle, sans possibilité de libération sous caution, considéré comme dangereux pour le public, et doit rester en prison jusqu'au rendu de sa sentence, prévu le 29 novembre. Il risque alors jusqu'à quatre ans d'emprisonnement.
Le 21 novembre 2011, les avocats de la défense demandent que la fiole contenant le puissant anesthésique à l'origine du décès de Michael Jackson fasse l'objet d'un test indépendant.
En novembre 2011[évasif], le docteur Conrad Murray est condamné à quatre ans d'emprisonnement pour homicide involontaire. Il est libéré le 28 octobre 2013 en raison de la surpopulation carcérale.

## Santé
J. Randy Taraborrelli, biographe, qui était devenu ami avec Jackson durant les années 1970, déclare que Jackson a souffert d'une dépendance aux analgésiques pour laquelle il a eu plusieurs rechutes.
Stacy Brown, autre biographe, dit de Jackson qu’il était devenu « très frêle, nettement, nettement en dessous de son poids normal » (« very frail, totally, totally underweight ») et que sa famille s’inquiétait pour lui.
Arnold Klein, le dermatologue de Jackson, confirme que son patient ne faisait pas bon usage de ses prescriptions médicales, et qu’il avait diagnostiqué Jackson comme étant atteint du vitiligo et du lupus. Pourtant, Klein ajoute que lorsqu’il a vu Jackson à son bureau trois jours avant sa mort : « Il était en très bonne condition physique. Il dansait pour mes patients. Il était tout à fait alerte mentalement lorsque nous l’avons vu et il était de très bonne humeur » (« He was in very good physical condition. He was dancing for my patients. He was very mentally aware when we saw him and he was in a very good mood. »)
Malgré un état de fatigue chronique et une consommation excessive de médicaments pour soulager ses douleurs et améliorer son sommeil, l'état de santé de Michael Jackson, bien que fragilisé, était globalement bon. En effet, l'autopsie réalisée montre qu'il pèse 61,7 kg pour 1,75 m (soit une corpulence dans la moyenne basse mais pas inquiétante) et, hormis de nombreuses lésions pulmonaires, ne révèle que des pathologies relativement banales chez un quinquagénaire (ostéoarthrite par exemple),.
Lors des répétitions du spectacle This Is It, des rumeurs faisaient état d'un report ou d'une annulation des concerts, Michael Jackson n'étant pas en état d'assurer ces 50 spectacles, suscitant scepticisme et angoisse parmi certains de ses proches. L’ancien attaché de presse de la famille Jackson, Arthur Phoenix, déclarait ainsi : « À mon avis, il ne va rien se passer. Je pense que 10 concerts ont d’abord été prévus et que les ventes ont été si rapides que 40 autres ont ensuite été ajoutés. Mais Michael n’est pas prêt, ni mentalement, ni physiquement, ni spirituellement. Il me fait penser à Mike Tyson, c’est fini ! ».
Lou Ferrigno, ami de longue date et préparateur physique du roi de la pop, admet qu'il aurait fallu plus de temps de préparation à Michael Jackson pour qu'il soit apte à remonter sur scène. Par ailleurs, pour l'ancien culturiste, le stress et la pression mis sur le chanteur pour cette tournée ont fortement contribué à dégrader sa santé (perte de poids, manque de sommeil, déshydratation) ; les longues et nombreuses répétitions lors des dernières semaines, notamment au Staples Center de Los Angeles, étaient éreintantes.

## Conséquences légales
Selon les vœux du défunt, la mère de l'artiste, Katherine Jackson, reçoit la garde temporaire de ses trois enfants, le 29 juin 2009.

## Réaction de la famille
La famille Jackson publie une déclaration collective après l'annonce de la mort de Michael :
« Our beloved son, brother and father of three children has gone so unexpectedly, in such a tragic way and much too soon. It leaves us, his family, speechless and devastated to a point, where communication with the outside world seems almost impossible at times. »
— Famille Jackson
, déclaration collective

« Notre bien-aimé fils, frère et père de trois enfants est parti si subitement, d’une façon si tragique et beaucoup trop tôt. Cela nous laisse, sa famille, sans voix et dévastés, au point que la communication avec le monde extérieur semble presque impossible par moments. »
— déclaration collective
La Toya Jackson, sœur de Michael, indique que la famille poursuivrait quiconque aurait une responsabilité dans la mort de son frère. Elle déclare en 2009 que celui-ci s'est peut-être fait administrer délibérément une dose fatale de médicaments par un « entourage douteux » de conseillers, et, en 2010, qu’elle pensait que son frère « avait été tué pour son catalogue de musique » (« was murdered for his music catalogue. ») Peu après la mort du chanteur, la famille se pose des questions quant au rôle du Anschutz Entertainment Group (AEG Live), le promoteur de la série de concerts This Is It, durant les dernières semaines de sa vie. Le père de l'artiste, Joseph Jackson, dépose plainte auprès du conseil médical de Californie, accusant AEG Live de pratique illégale de la médecine pour avoir engagé Murray et avoir influé sur ses prescriptions de médicaments au chanteur afin qu'il assure sa tournée. La plainte accuse en outre AEG Live d'avoir manqué à ses obligations de fournir les équipements de surveillance et réanimation ainsi que l’infirmière attitrée qu’avait demandés Murray, et d'avoir profité de la situation d'endettement du cardiologue pour exercer sur lui un contrôle illégal. Michael Roth, porte-parole d'AEG, refuse de commenter la plainte. Randy Philips, un cadre d'AEG précise que la décision d'engager le Dr Murray venait uniquement de Michael Jackson.
Après que Murray eut plaidé non coupable au chef d’homicide involontaire, plusieurs membres de la famille Jackson protestent, estimant qu’il mérite un chef d’accusation plus sévère. Le 25 juin 2010, Joseph Jackson dépose une plainte contre Murray pour mort injustifiée (wrongful death). La plainte accuse Murray d'avoir menti de façon répétée pour cacher l'administration de propofol et d'avoir été négligent dans l'administration de médicaments à Jackson. L’avocat civil de Murray, Charles Peckham, nie que Murray ait donné quoi que ce soit de dangereux à Jackson.
Le 15 septembre 2010, Panish Shea & Boyle LLP[Qui ?] engagent également une poursuite contre AEG Inc. pour mort injustifiée, au nom des trois enfants de Michael Jackson et de sa mère. La poursuite vise également les filiales du groupe ainsi que ses dirigeants, dont Randy Phillips, Kenny Ortega, Paul Gongaware et Thimothy Leiweke. La poursuite accuse AEG d'avoir fait passer son désir de profits pour la tournée This Is It avant la santé et la sécurité de Michael Jackson, causant ainsi sa mort. Michael Roth d'AEG refuse de commenter la poursuite.

### Fortune et succession
Le testament de Michael Jackson est déposé le 1er juillet 2009 par l’avocat John Branca au palais de justice du comté de Los Angeles. Signé en date du 7 juillet 2002, le document nomme Branca et son comptable John McClain comme exécuteurs testamentaires ; ils sont confirmés comme tels par un juge de Los Angeles le 6 juillet 2009. Tous les biens sont donnés au domaine de la famille Jackson (préexistante) – amendé le 22 mars 2002, mais le détail n'est pas rendu public. L’Associated Press rapporte qu’en 2007, l'artiste pop avait un revenu net (après impôts) de 236,6 millions de dollars USD ; 567,6 millions de dollars en actifs, dont le ranch de Neverland ; sa part de 50 % du catalogue Sony / ATV Music Publishing ; et des dettes évaluées à 331 millions de dollars. Selon le testament, la garde de ses trois enfants devait être confiée à sa mère, Katherine, ou, au cas où elle ne serait pas en mesure de l'assumer ou ne l’accepterait pas, à la chanteuse Diana Ross. Le testament ne cite pas l’ex-épouse de Jackson, Debbie Rowe. Enfin, le testament de Jackson alloue 20 % de sa fortune ainsi que 20 % de l’argent gagné après sa mort à des œuvres de charité non spécifiées.
Les commentateurs médiatiques estiment que la division des biens de Jackson pourrait durer plusieurs années. Ryan Schinman, patron de Platinum Rye, estime la valeur du catalogue Sony / ATV Music Publishing à 1,5 milliard de dollars USD, et la part de Jackson à 750 millions de dollars ; ses parts lui auraient rapporté un revenu annuel de 80 millions de dollars.
En mars 2016, Sony rachète pour 750 millions de dollars la part de 50 % du catalogue Sony / ATV Music Publishing détenue par l’organisme de gestion du patrimoine de Michael Jackson, devenant ainsi propriétaire à 100 % de ce catalogue. Cette transaction exclut en revanche les enregistrements originaux de Michael Jackson, ainsi que Mijac Music, la maison d’édition qui possède toutes les chansons écrites par l’artiste, de même que des chansons écrites par certains de ses auteurs-compositeurs préférés[Qui ?]. L’organisme de gestion des droits de Michael Jackson conserve aussi sa participation – environ 10 % – dans EMI Music Publishing.

## Réaction du public

### Couverture médiatique et sur Internet

Graphique représentant la hausse spectaculaire du trafic des internautes sur le moteur de recherche Google pour la requête « Michael Jackson » le 25 juin 2009, date de la mort de l'artiste. La première flèche correspond au moment où sa mort a été prononcée (à 14:26), et la seconde au moment où la nouvelle a été rendue publique par TMZ.com (à 14:44).

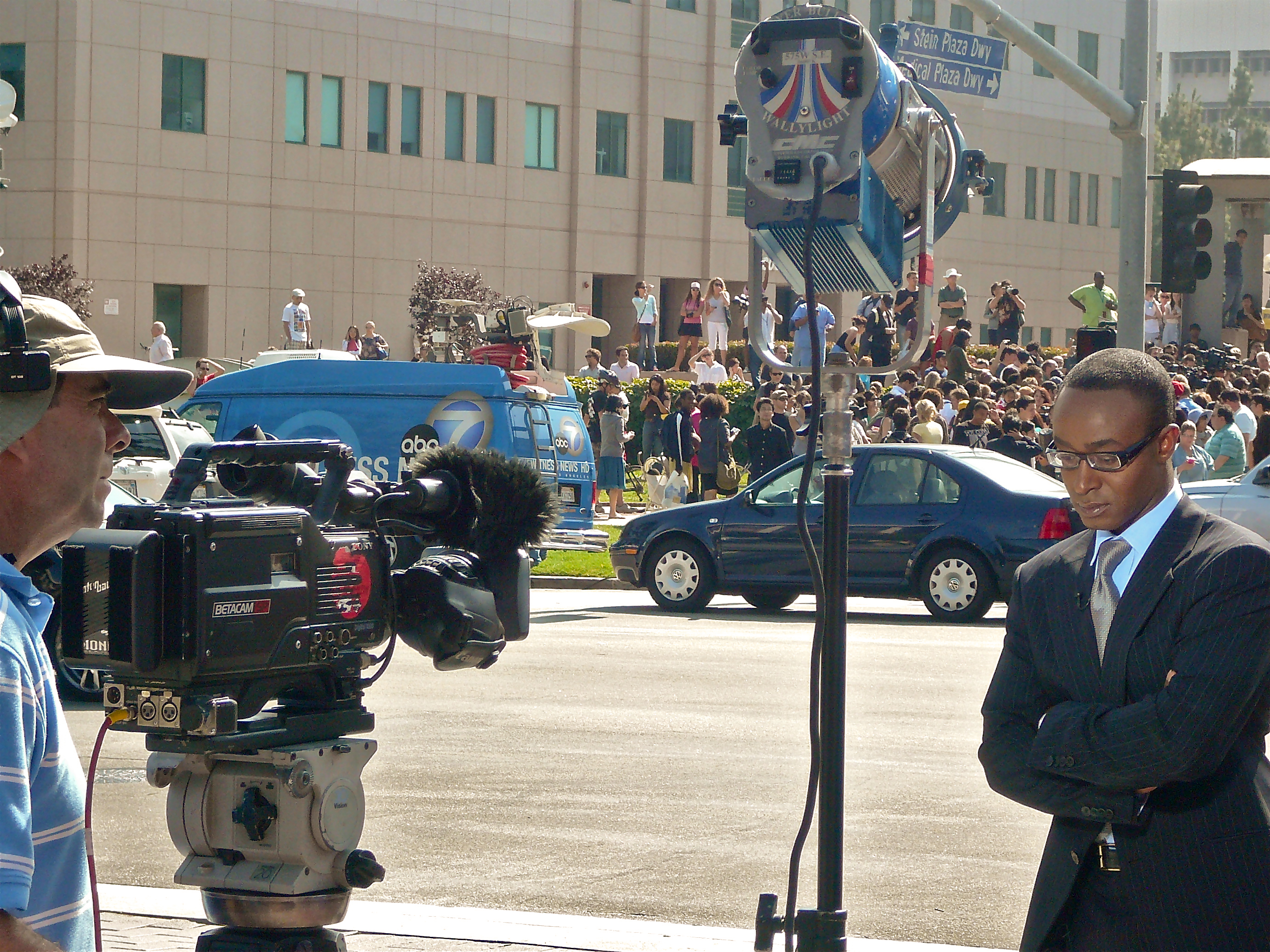
Foule rassemblée devant le Ronald Reagan UCLA Medical Center, le 25 juin 2009.

La première dépêche annonçant que Michael Jackson avait été victime d’un arrêt cardiaque, puis qu’il était mort, est venue de TMZ.com, un site Web basé à Los Angeles, couvrant les nouvelles des célébrités. Les médecins du Ronald Reagan UCLA Medical Center ont annoncé la mort de Jackson à 14h26, et 18 minutes plus tard, soit à 14h44, TMZ a publié : « Michael Jackson est décédé aujourd’hui à l’âge de 50 ans » (« Michael Jackson passed away today at the age of 50 »). Le site Web du Los Angeles Times a confirmé la nouvelle à 14h51 PDT (17h51 EDT). La nouvelle s'est rapidement propagée en ligne, causant de multiples problèmes pour les sites Web en raison de la surcharge d’utilisation. TMZ et le Los Angeles Times ont tous deux souffert d’arrêts temporaires. Chez Google, on a d'abord cru que la soudaine apparition de millions de requêtes pour « Michael Jackson » signifiait que le moteur de recherche était sous attaque. Twitter a rapporté un arrêt, tout comme Wikipédia à 15 h 15.
La Fondation Wikimédia a rapporté près d'un million de visites pour la page sur Michael Jackson en l'espace d'une heure, probablement le plus de visiteurs durant une période d'une heure pour n'importe quel article dans l'histoire de Wikipédia. Le système de messagerie instantanée AOL a été arrêté pendant 40 minutes. Des cadres d'AOL ont estimé qu'il s'agissait un « moment majeur dans l’histoire d’Internet » (« seminal moment in Internet history »), ajoutant qu’ils n’avaient « jamais vu quelque chose de pareil en termes d’envergure et d’intensité » (« never seen anything like it in terms of scope and depth »).
Il est rapporté qu'après l’annonce de la nouvelle, environ 15 % des publications Twitter – ou 5 000 tweets par minute – mentionnaient Michael Jackson, – à comparer aux 5 % constatés pour la mention des élections présidentielles iraniennes de 2009 ou la pandémie grippale de 2009, deux évènements qui avaient fait les manchettes au début de l’année. Au total, selon Akamai, le trafic Web mondial était de 11 % supérieur à la normale durant les trois heures d'intensité maximale consécutives à l'annonce de la nouvelle,.
Les chaînes de télévision MTV et Black Entertainment Television (BET) ont diffusé un marathon de tous les vidéoclips du roi de la pop. Des émissions spéciales consacrées à Jackson ont été diffusées sur de multiples chaînes télévisées à travers le monde. Le feuilleton britannique EastEnders a ajouté une scène de dernière minute à l’épisode du 26 juin, dans laquelle un personnage discute de la mauvaise nouvelle avec un autre. Alors que les journaux britanniques ont publié le lendemain de la nouvelle des photographies de Jackson durant sa jeunesse ou à son apogée, le journal à scandales The Sun a été le seul à montrer une photo peu valorisante du chanteur datant de 2009, persistant à l'affubler du sobriquet moqueur de « Wacko Jacko » (« Jacko le bargeot »). Le lendemain, The Sun s'est aligné sur les autres journaux. Durant cette même période, les nouvelles du soir de trois des plus grosses chaînes de télévision aux États-Unis – ABC World News, CBS Evening News et NBC Nightly News – lui ont consacré 34 % de leur temps de diffusion. Des magazines comme le Time ont publié des éditions spéciales commémoratives. Une scène où figurait la sœur de Jackson, La Toya, et évoquant son frère dans un contexte d'un goût douteux, a été enlevée du film Brüno de Larry Charles, par respect envers la famille Jackson.
Selon une analyse publiée par le Global Language Monitor, la mort de Michael Jackson est l'un des plus grands évènements médiatiques de ce début de siècle, comparable en termes d'intensité à l'élection en 2008 de Barack Obama à la présidence des États-Unis. Paul JJ Payack, président et analyste en chef pour Global Language Monitor, a déclaré : « la mort de Michael Jackson a résulté en un événement médiatique planétaire de premier ordre », ajoutant que « le fait qu’il s’est retrouvé au sommet des médias du XXIe siècle est un témoignage de l’impact mondial de cet homme et de sa musique. » (« the death of Michael Jackson has resulted in a global media event of the first order » – « the fact that he has broken into the top media of the 21st century is a testament to the global impact of the man and his music »). La mort du chanteur a également suscité une ample réaction de la part de commentateurs et de journalistes à travers le monde,,,.
Des statistiques publiées par le Pew Research Center suggèrent que deux personnes sur trois aux États-Unis ont trouvé la couverture médiatique du décès de Michael Jackson excessive, tandis que 3 % l'ont estimée insuffisante. Au Royaume-Uni, la BBC a reçu plus de 700 plaintes de téléspectateurs qui jugeaient que la couverture de cette information était excessive. Le 29 juin, le commentateur conservateur Rush Limbaugh a déclaré que cette couverture médiatique était une « honte horrible » (« a horrible disgrace ») et a apporté son soutien aux ministres activistes Jesse Jackson et Al Sharpton, qui se battaient pour contenir les spéculations de la presse à propos de la cause du décès. D’autres conservateurs, incluant le présentateur Bill O’Reilly et le député Peter T. King, ont pareillement désapprouvé l’attention médiatique extraordinaire suscitée par le décès de Jackson. Pendant ce temps, Hugo Chávez, le président du Venezuela, a décrit la mort du chanteur pop comme une « nouvelle lamentable » (« lamentable news ») mais a critiqué CNN pour avoir donné à cette nouvelle plus de couverture médiatique qu'au coup d’État de 2009 au Honduras,.
En août 2009, on rapporte que la famille de Michael Jackson aurait payé la compagnie de marketing des médias sociaux uSocial.net afin d’augmenter le nombre de « suiveurs » (followers) sur le profil Twitter de Jackson. Selon le New York Daily News, uSocial aurait été engagée pour livrer 25 000 « suiveurs » au compte. Il n'a pas été spécifié si le service aurait été rendu avant ou après sa mort.
L'importante couverture médiatique autour de la mort de Michael Jackson a éclipsé celle survenue le même jour, de l'actrice américaine Farrah Fawcett, rendue célèbre notamment pour son rôle dans la série Drôles de dames.

### Deuil

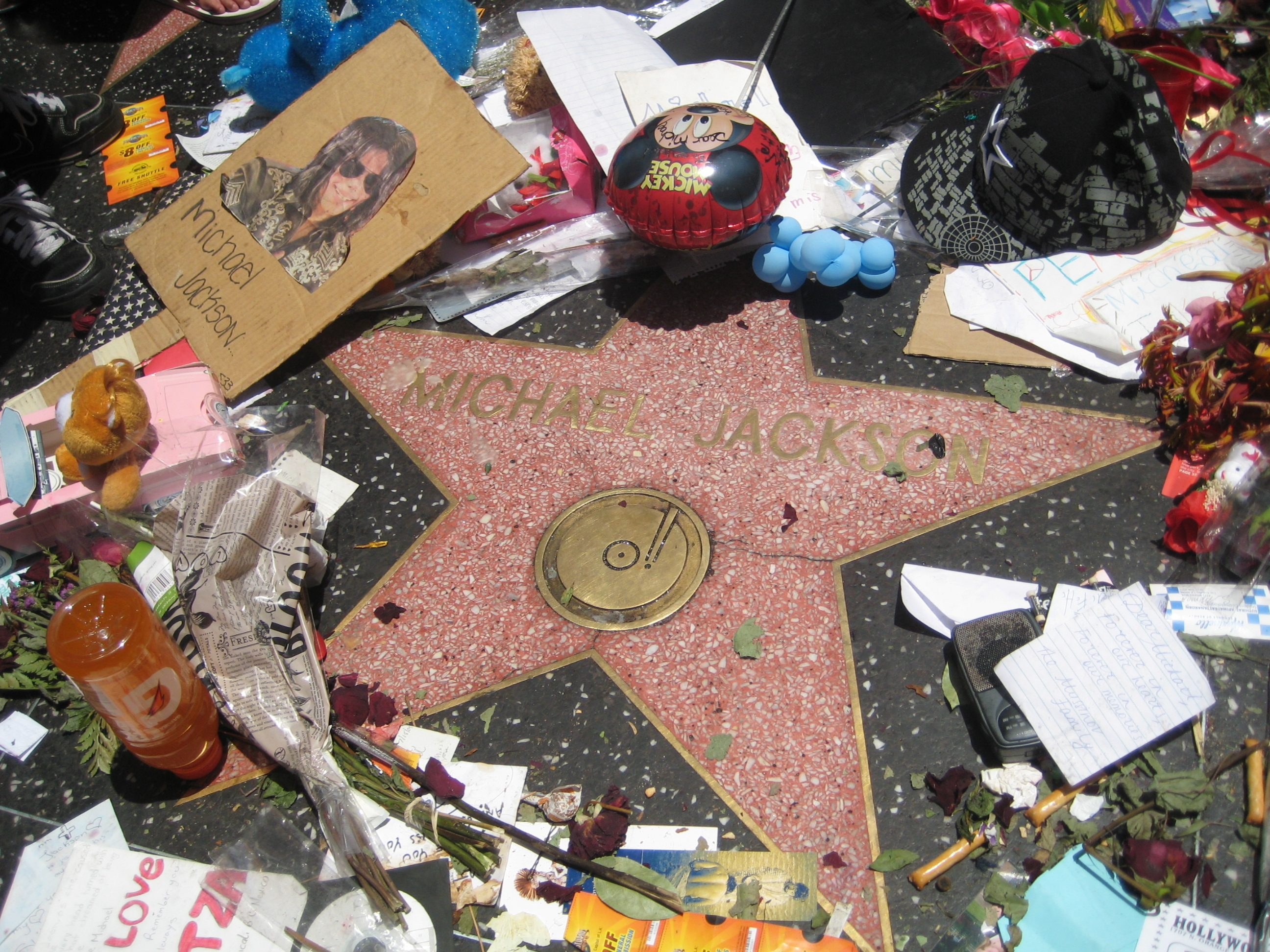
L'étoile de Michael Jackson au Hollywood Walk of Fame.

La mort de Michael Jackson et la réaction mondiale qu'elle a provoquée ont été comparées à celles d'Elvis Presley ou de John Lennon. Des admirateurs se sont rassemblés à l’extérieur du Ranch de Neverland, de sa demeure à Holmby Hills, de la demeure familiale des Jackson à Hayvenhurst, de l'Apollo Theater à New York, et à Hittsville, le vieux quartier général de Motown à Détroit où la carrière de Jackson a débuté, désormais devenu un musée Motown. Une foule s'est rassemblée également devant le centre médical UCLA autour duquel les rues ont été bloquées à la circulation.
Une petite foule, incluant le maire de la ville, s'est rassemblée devant la demeure où vivait Jackson durant son enfance à Gary, dans l’Indiana, où le drapeau fut mis en berne en son honneur. Des admirateurs se sont rassemblés également au Hollywood Walk of Fame (l’étoile du chanteur ayant temporairement été recouverte d’équipement utilisé pour la première du film Brüno).
Des admirateurs autour du monde – comme à Odessa, en Ukraine et à Bruxelles, en Belgique – ont tenu leurs propres rassemblements commémoratifs spontanés. Le président des États-Unis, Barack Obama, a envoyé une lettre de condoléances à la famille Jackson, et les membres de la Chambre des représentants des États-Unis ont observé une minute de silence. Le président Barack Obama a déclaré plus tard que Jackson allait « entrer dans l’histoire en tant qu’un de nos plus grands artistes » (« will go down in history as one of our greatest entertainers »). L’ancien président d’Afrique du Sud, Nelson Mandela, a envoyé un message via sa fondation, mentionnant que la perte de Jackson se ferait ressentir à travers le monde.
Au Japon, où Jackson était très populaire, le porte-parole du gouvernement et d’autres ministres ont exprimé leurs condoléances. Le ministre des Affaires internes et des communications, Tsutomu Sato, a déclaré aux reporters : « Je me sens triste parce que je l’ai suivi depuis qu’il était un membre de Jackson Five » (« I feel sad as I had watched him since he was a member of Jackson Five »). Le ministre de la Défense, Yasukazu Hamada, a estimé que Jackson avait en quelque sorte « édifié une génération avec sa musique ». « Il était une superstar. Il s’agit d’une perte extrêmement tragique. Mais c’est fantastique qu'il ait pu donner autant de rêves et d’espoir aux gens dans le monde », a déclaré le ministre de la Santé Yōichi Masuzoe (« He was a superstar. It is an extremely tragic loss. But it is fantastic he was able to give so many dreams and so much hope to the people of the world »).
Le premier ministre du Royaume-Uni, Gordon Brown, a livré un court discours sur la mort de Jackson : « C'est une nouvelle très triste pour les millions d’admirateurs de Michael Jackson au Royaume-Uni et autour du monde. » (« This is very sad news for the millions of Michael Jackson fans in Britain and around the world. ») David Cameron, chef de l’opposition conservatrice, a déclaré : « Je sais que les admirateurs britanniques de Michael Jackson et autour du monde seront tristes aujourd’hui. En dépit des controverses, il était un artiste légendaire. » (« I know Michael Jackson's fans in Britain and around the world will be sad today. Despite the controversies, he was a legendary entertainer. »)
Des admirateurs russes se sont rassemblés devant l’ambassade des États-Unis à Moscou pour pleurer le défunt chanteur. Une personne a déclaré au journal russe Novosti : « C'est tellement difficile ! Je suis blessé, très blessé !… Pour nous, c'est une très grosse perte. Selon nous, il était devenu un symbole du monde spirituel. Il est difficile d'exprimer à quel point sa perte est immense. » (« This is so difficult! I'm hurt, very hurt! … For us, this is a very great loss. To us, he became a symbol of the spiritual world. It's hard to convey how great a loss this is. »). Le ministre de la Culture français, Frédéric Mitterrand, a déclaré : « Nous avons tous un Michael Jackson à l’intérieur. » Elizabeth Taylor, une amie de longue date, a dit qu’elle ne pouvait imaginer sa vie sans lui. Liza Minnelli a déclaré à la chaîne CBS : « Lorsque l’autopsie viendra, tout va se déchaîner, alors Dieu merci nous le célébrons maintenant. » (« When the autopsy comes, all hell's going to break loose, so thank God we're celebrating him now). La Toya Jackson, sœur de l'artiste a confié que Paris Jackson, fille du chanteur, lui avait dit que son papa était surmené ces derniers temps : « Elle disait : Non, tu ne comprends pas. Ils continuaient de le surmener, et papa ne voulait pas cela, mais ils le surmenait constamment. Je me sentais si mal. » (« She said : No, you don't understand. They kept working him and Daddy didn't want that, but they worked him constantly. I felt so bad. »)

### Hommages
Le 30 juin, le groupe de musique U2, lors du premier concert de sa tournée 360° à Barcelone, a dédié sa chanson Angel of Harlem à Jackson. Bono a chanté quelques mesures des chansons Man In The Mirror et Don't Stop 'Til You Get Enough à la fin de la chanson.
Le 10 juillet, 6 000 admirateurs ont assisté à un hommage musical à Gary (Indiana), la ville natale de Michael Jackson. Des artistes locaux ont mis en scène un pot-pourri des chansons de Jackson, et le maire Rudy Clay a dévoilé un monument de sept pieds de haut (2,13 m) en son honneur. Jesse Jackson s’est adressé à la foule en disant : « C’est ici que Michael a commencé à danser, qu'il a appris à chanter, qu'il a appris à se sacrifier. » (« This is where Michael learned to dance, where he learned to sing, where he learned to sacrifice. »).
Le rappeur The Game a été parmi les premiers artistes à lancer une chanson hommage : Better On The Other Side est sortie en single cinq jours après le décès de Jackson. Produite par DJ Khalil, cette chanson comprend les voix de P. Diddy, Chris Brown, Polow da Don, Mario Winans, Usher et du groupe Boys II Men. Une grande variété d’artistes ont enregistré des hommages musicaux, comme 50 Cent, LL Cool J, Robbie Williams, Akon et le guitariste Buckethead (dont la chanson The Homing Beacon a été inspirée par le film 3D de Jackson, Captain Eo).
Le 26 juin, plusieurs artistes, dont Pharrell Williams et Lily Allen, ont rendu hommage à Jackson au Glastonbury Festival. Les performances incluaient Allen portant un gant blanc (comme Jackson pour Billie Jean), et The Streets interprétant une reprise de Billie Jean. Les hommages à Jackson au festival de musique se sont poursuivis durant la fin de semaine du 26 au 28 juin. Le 5 juillet 2009, Madonna a rendu hommage à Jackson durant la seconde partie de sa tournée Sticky & Sweet. Alors qu’elle faisait un medley des chansons de Jackson, un imitateur a repris les mouvements de danse de l'artiste, tandis que des photographies du chanteur défunt défilaient sur un écran géant derrière eux,. Après la performance, Madonna a dit à la foule : « Applaudissons un des meilleurs artistes que le monde ait jamais connu ! » (« Let's give it up for one of the greatest artists the world has ever known! ») Le groupe de metal alternatif CKY a interprété Beat It pendant sa tournée Carver City.
Le 28 juillet, La Toya Jackson a sorti une chanson intitulée Home, conçue comme un titre de charité en l’honneur de son frère, tous les profits étant reversés à des associations caritatives. La cérémonie des BET Awards de 2009 a été diffusée trois jours après la mort de Jackson, le 28 juin 2009, et comprenait un hommage au chanteur. L’animateur Jamie Foxx a déclaré : « Nous voulons célébrer cet homme noir. Il fait partie de nous et nous le partageons avec tout le reste du monde. » (« We want to celebrate this black man. He belongs to us and we shared him with everybody else. ») La cérémonie incluait des reprises de plusieurs chansons de Jackson, aussi bien de sa période soliste qu'avec le groupe des Jackson 5. Joe Jackson et Al Sharpton faisaient partie des spectateurs, et Janet Jackson a brièvement parlé au nom de la famille. Cette édition a été la plus regardée de l’histoire des BET Awards. Quelques jours après la mort de Jackson, des rumeurs ont circulé indiquant qu'AEG Live, promoteur de la tournée This Is It, était en train de préparer un concert en l’honneur de Michael pour le mois de septembre 2009,. Toutefois, ce concert n'a jamais eu lieu.
Le lendemain de la mort de Jackson, le maire de Rio de Janeiro a annoncé que la ville allait ériger une statue en hommage au chanteur dans la favela de Dona Marta. Jackson avait en effet visité la communauté en 1996, et y avait filmé le clip de la chanson « They Don't Care About Us ». Le maire a également dit que Jackson avait aidé à faire de la communauté « un modèle pour le développement social ». Qui plus est, des hommages ont eu lieu un peu partout à travers le monde, comme à Tokyo, Bucarest ou encore Bakou.
La vidéo de la chanson Do the Bartman, coécrite par Jackson pour la série animée Les Simpson, a été rediffusée le 28 juin, de même que l’épisode correspondant, pour rendre hommage au chanteur. Cet épisode de 1991 dans lequel apparaissait Jackson sous le nom de John Jay Smith, alias « Stark Raving Dad », a aussi été diffusé sur Fox le 5 juillet 2009. L’épisode a également été diffusé le lendemain de la mort de Jackson sur la chaîne néerlandaise de Comedy Central. Le film The Wiz (dans lequel Michael tient la vedette aux côtés de Diana Ross et Richard Pryor) est brièvement re-sorti dans certains cinémas une semaine avant la sortie du film Michael Jackson's This Is It. Madonna a ouvert la cérémonie des MTV Video Music Awards 2009 par un discours sur Michael Jackson. Janet Jackson a fait une apparition au VMAs afin de rendre un hommage musical à son frère défunt. Le roi de la pop a été honoré par un prix posthume pour le succès de l’œuvre de sa vie lors de la 52e cérémonie des Grammy Awards, le 31 janvier 2010. Un hommage a aussi été rendu à Jackson lors de la 82e cérémonie annuelle des Academy Awards.
À la télévision, dans de nombreux pays, des documentaires ou émissions (par exemple À la recherche du nouveau Michael Jackson en France) ont été spécialement créés dans les mois et années suivant la mort de l'artiste. Certaines émissions de variétés ont par ailleurs inclus des hommages à leur programme.
En musique, de nombreuses reprises des chansons de Michael Jackson ont vu le jour depuis sa mort, par des chanteurs comme Chris Brown, Tal, ou plus récemment le groupe Kids United. En 2012, le groupe de musique électronique Cash Cash a sorti le single Michael Jackson (The Beat Goes On) en hommage à l'artiste.

### Ventes de disques
Les ventes de disques de Michael Jackson ont considérablement augmenté dans les jours et les mois suivant sa mort, s'étant multipliées par 80 au 29 juin 2009, selon HMV. Bill Carr, du site Amazon, a indiqué une rupture du stock d'albums de Michael Jackson et des Jackson 5 lors des premiers jours suivant l'annonce de la nouvelle. Cette demande de disques a surpassé celles enregistrées lors des disparitions d'Elvis Presley et de John Lennon en leur temps. Au Japon, six des albums de Michael se sont classés parmi le top 200 des ventes d'albums du SoundScan Japan, et en Pologne, Thriller 25 s'est hissé au premier rang des ventes d’album, avant d'être remplacé par la compilation King of Pop la semaine suivante.
En Australie, quinze de ses albums occupaient le top 100 des ARIA Charts au 5 juillet, quatre d’entre eux se trouvant dans le top 10, et trois d'entre eux occupant les trois premières places. Il avait 34 titres dans le top 100 des singles, dont quatre dans le top 10. Durant la première semaine les ventes d’albums ont été de 62 015 et les ventes de singles de 107 821. Durant la deuxième semaine, les ventes d’albums se chiffraient à 88 650 copies. Le 12 juillet, quatre albums étaient toujours dans le top 10, dont trois occupant les trois premières positions. En Nouvelle-Zélande, Thriller 25 s'est hissé à la première place des charts. En Allemagne, la compilation King of Pop a occupé la première position du classement des ventes d’albums. Du 28 juin au 4 juillet, neuf de ses albums se trouvaient dans le top 20 du CAPIF en Argentine.
Au niveau du top 100 albums du Billboard européen, Jackson a marqué l’histoire avec huit de ses albums dans le top 10. En date du 3 août, la compilation King of Pop a passé quatre semaines au sommet des charts. L’album The Collection a aussi passé aussi deux semaines au sommet de cette même charte.
Au Royaume-Uni, le dimanche suivant sa mort, ses albums occupaient 14 des 20 positions dans le classement des ventes sur Amazon.co.uk, avec l’album Off the Wall en première position. La compilation Number Ones est grimpée au sommet du classement des ventes d'albums au Royaume-Uni, et ses albums studio occupaient les positions 1 à 8 sur la liste des albums les plus vendus de la boutique musicale en ligne d'iTunes. Treize de ses chansons se sont classées les dans le top 40, notamment : « Man in the Mirror » (2e), « Thriller » (23e), « Billie Jean » (25e), « Smooth Criminal » (28e), « Beat It » (30e) et « Earth Song » (38e),,. La compilation The Essential Michael Jackson a ensuite atteint également la première place des ventes d'albums, donnant à Jackson un deuxième album numéro un en deux semaines,. Le 3 août, Jackson avait vendu 2 millions d’albums et passé sept semaines consécutives au sommet du palmarès des ventes d'albums.
Aux États-Unis, Jackson a également battu des records de ventes dans le Top Pop Catalog Albums du Billboard magazine : Number Ones a été l’album le plus vendu la semaine suivant sa mort, se hissant au sommet du classement avec 108 000 exemplaires écoulés, soit une augmentation de 2 340 %. The Essential Michael Jackson (2e place) et Thriller (3e) se sont également vendus à plus de 100 000 unités. Viennent ensuite d'autres albums : Off the Wall, Ultimate Collection (compilation des Jackson 5), Bad, Dangerous, HIStory et Ultimate Collection (compilation de Michael Jackson en solo). Regroupés, ses albums solo se sont vendus à 422 000 copies dans la semaine suivant sa mort, et 1,1 million de copies dans la semaine suivant son service funéraire. Il a également battu un record dans le palmarès des meilleurs albums en format dématérialisé, avec six des dix premières positions, incluant les quatre premières places. Dans le palmarès Hot Digital Songs, il a établi un record avec 25 chansons classées dans une liste de 75. Aux États-Unis, Jackson est devenu le premier artiste à atteindre les 2,6 millions de téléchargements en une semaine,. Au 5 août 2009, Jackson avait vendu près de 3,8 millions d’albums et 7,6 millions de chansons aux États-Unis. Number Ones était l’album le mieux vendu lors des sept semaines qui ont suivi sa mort,. À la fin de l’année 2009, Jackson était devenu l’artiste ayant le plus vendu de l’année, avec 8,2 millions d’albums aux États-Unis. Il est également devenu le premier artiste de l’histoire à avoir quatre des cinq albums les plus vendus dans une année complète aux États-Unis,.
Dans l'année ayant suivi sa mort, Jackson a généré environ neuf millions de ventes d’albums aux États-Unis, et 35 millions à travers le monde. Toutes catégories comprises, ses actifs ont ainsi généré des revenus pouvant s'estimer à hauteur d'un milliard de dollars.

## Services

### Célébration commémorative

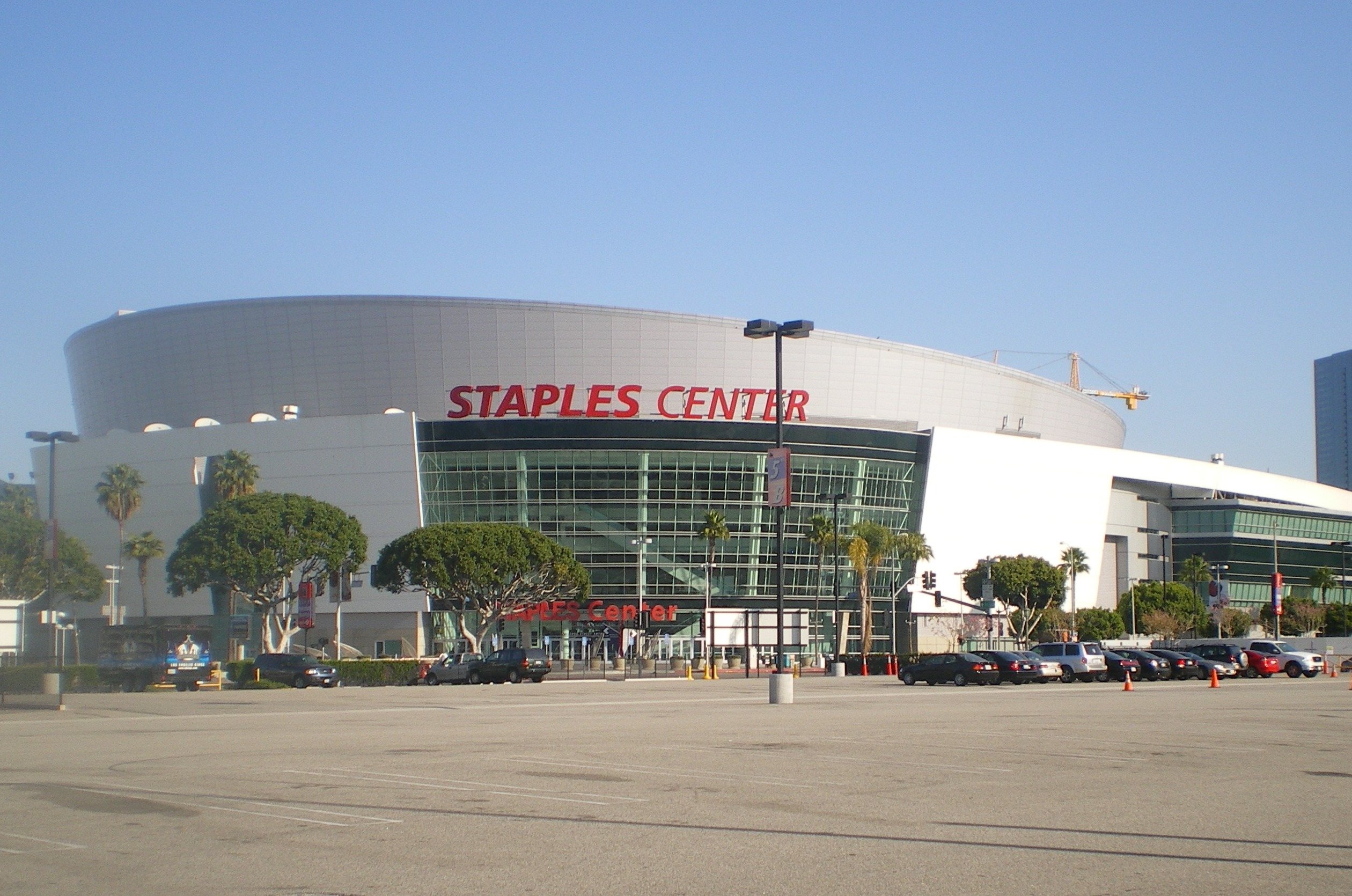
Staples Center, le lieu du service public de Michael Jackson.

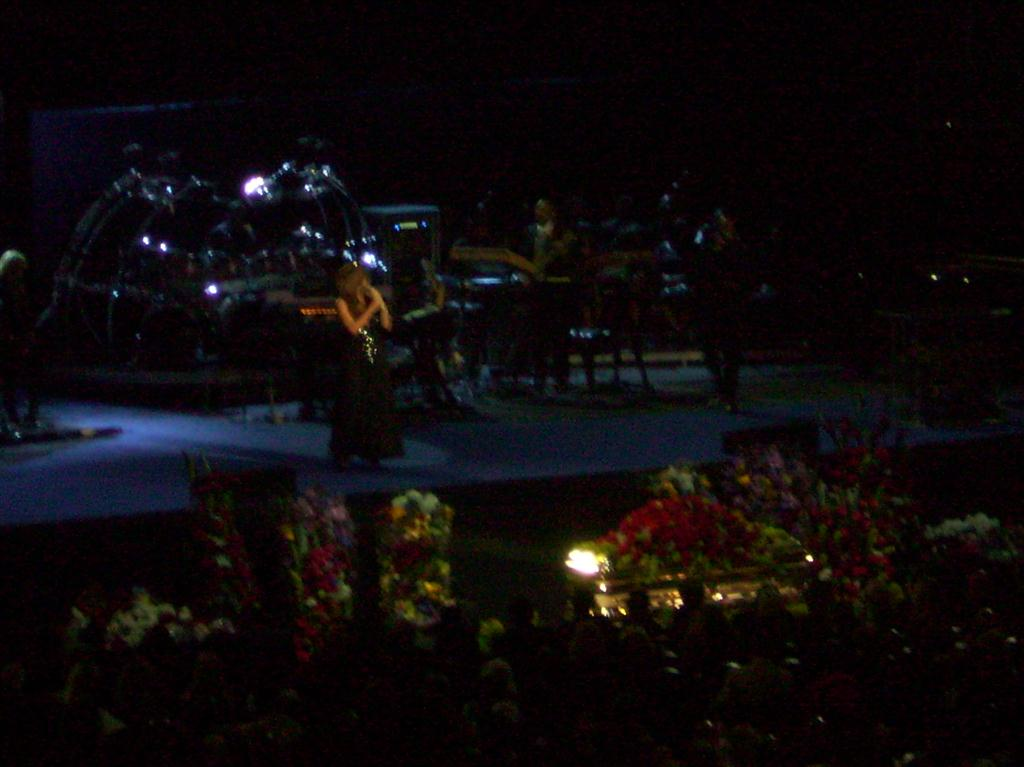
Mariah Carey interprétant I'll Be There à la cérémonie commémorative.

Un service funéraire familial privé s'est tenu le 7 juillet 2009 au Forest Lawn Memorial Park à Los Angeles, suivi d’un service public au Staples Center en Californie, où Michael Jackson avait répété le 23 juin 2009, deux jours avant sa mort. Le service en sa mémoire a été organisé par le promoteur des concerts de Jackson, AEG Live, qui a distribué 17 500 billets gratuits à des admirateurs autour du monde à travers une loterie en ligne ayant attiré plus de 1,2 million de participants en 24 heures, avec plus d’un demi-milliard de visites de la page Web. Le service a été diffusé en simultané à travers le monde (mondovision), et a été regardé par plus d’un milliard de téléspectateurs.
Le cercueil en bronze de Jackson (qui aurait coûté vingt-cinq mille dollars[réf. nécessaire]) a été placé en avant de la scène. Plusieurs invités célèbres ont assisté à la cérémonie. Ses frères portaient chacun un unique gant blanc brillant, tandis que Stevie Wonder, Mariah Carey, Lionel Richie, Jermaine Jackson, ou encore Usher ont chanté des chansons du roi de la pop. Plusieurs discours prononcés par la famille, ainsi que par des amis de la famille et de l'artiste, se sont succédé sur la scène. La fille de Michael Jackson, Paris, âgée de 11 ans lors de la cérémonie, a prononcé un court discours ému dans lequel elle exprimait l'amour qu'elle éprouvait pour son père, « le meilleur papa que vous pouvez imaginer » (« daddy has been the best father you could ever imagine »). Quant à Marlon Jackson, il a déclaré : « Peut-être que maintenant, Michael, ils te laisseront tranquille » (« Maybe now, Michael, they will leave you alone »), en référence à la frénésie médiatique que son frère a suscitée tout au long de sa carrière, évoquée notamment dans sa chanson Leave Me Alone.

### Enterrement
À l'origine, l’enterrement de Jackson avait été prévu pour le 29 août 2009 (qui aurait été la date de son 51e anniversaire). Finalement, son service funéraire et son enterrement ont eu lieu en privé, au Forest Lawn Cemetery de Glendale, le 3 septembre 2009, dix semaines jour pour jour après sa mort. Les membres de la famille Jackson, sa première épouse Lisa Marie Presley, ainsi que de vieux amis comme Macaulay Culkin, Quincy Jones, Eddie Murphy et Elizabeth Taylor, entre autres, étaient présents. Le service a débuté avec les trois enfants de Jackson plaçant une couronne en or sur son cercueil.
Les funérailles de Jackson ont coûté environ un million de dollars,, dont 590 000 dollars pour l'installation d'une crypte au sein d'un mausolée,. Howard Weitzman, un des avocats des exécuteurs testamentaires, a eu ces mots à propos du coût élevé des funérailles de l'artiste : « C’était Michael Jackson. Il était plus grand que la vie lorsqu’il était vivant. » (« It was Michael Jackson. He was bigger than life when he was alive. »),. Le corps de Jackson repose ainsi dans la section Holly Terrace. Le mausolée est une installation sécurisée et privée, qui n’est pas accessible au grand public ou aux médias, sauf pour des motifs extrêmement restreints. Les admirateurs peuvent déposer des fleurs, qui seront placées au plus près de la sépulture par les agents d'entretien et de sécurité.
La famille avait un moment envisagé d’enterrer Jackson au ranch de Neverland. Toutefois, certains membres se sont opposés au choix de ce site, estimant que le ranch avait été entaché par les accusations d’abus sexuels. En outre, les propriétaires du ranch auraient dû demander au préalable l'obtention d'un permis afin de pouvoir établir un cimetière sur le site, ce qui aurait beaucoup compliqué la chose. En juillet 2010, la sécurité a été augmentée au mausolée, en raison des admirateurs qui laissaient des messages à l’encre permanente sur le monument.